# Hybanthus pauciflorus
Hybanthus pauciflorus es una especie miembro de las Violaceae. Es una herbácea muy cosmopolita, e invasora. Forma parte de las mal llamadas "malezas nuevas", y preadaptadas (antes confinadas a alambrados, banquinas y relictos y/o suelos bajos), que en general exhiben una fuerte tolerancia a glifosato: ya existen formas de la sp. que resisten las aplicaciones de glifosato.
- Datos: Q5905555